# Gavin Templeton
Gavin Templeton (Atlanta, 1978) is een Amerikaanse jazzsaxofonist en -componist.

## Biografie
Templeton, die opgroeide in Reno (Nevada), kreeg op 5-jarige leeftijd vioolles en wisselde enkele jaren later naar de altsaxofoon. Op 10-jarige leeftijd was hij betrokken bij jamsessies in de jazzclubs in zijn woonplaats. Op 18-jarige leeftijd stond hij op het podium met Wayne Shorter. Hij studeerde jazz in de bacheloropleiding van de Universiteit van Nevada, Reno. Hij voltooide zijn postdoctorale studies aan het California Institute of the Arts. Vervolgens verhuisde hij naar Los Angeles in 2006. Daar behoorde hij tot de bands van Vinny Golia, Nels Cline, Peter Epstein, Daniel Rosenboom, Alan Ferber en Jose Gurria's Gurrisonic Orchestra. Hij is ook te horen op albums van Dr. Mint, Plotz! en David C. Rosenboom. Templeton bracht zijn debuutalbum uit in 2012. Zijn derde, met trio opgenomen album Some Spinning, Some at Rest kreeg de hoogste beoordeling van All About Jazz.

## Discografie
- 2012: Asterperious Special (Nine Winds Records, met Larry Koonse, Gary Fukushima, Darek Oles, Joe LaBarbera)
- 2013: In Series (Nine Winds Records, met Perry Smith, Matt Politano, Sam Minaie, Matt Mayhall)
- 2014: Some Spinning, Some at Rest (Orenda, met Richard Giddens, Gene Coye)
- 2016: Ballast (Orenda, met Joshua White, Richard Giddens, Gene Coye)

- Library of Congress Control Number: no2015057206
- MusicBrainz: 58f0adcc-bf36-419f-a5b8-611f2af01f38
- Virtual International Authority File: 315608835
- WorldCat: E39PBJbCGXd4t46GrDxPccPxXd